# 정영한
정영한(1996년 7월 17일 ~ )은 MBC 39기 아나운서다.

## 경력
- 2021년 ~ 현재 : MBC 아나운서

## 진행

### 현재

#### TV
- MBC TV 《건강의 재구성 썰록》 MC - 2024년 6월 8일 ~ 현재
- MBC TV 《평일 MBC 뉴스데스크 - MBC 스포츠뉴스》 앵커 - 2025년 3월 3일 ~ 현재

### 과거

#### TV
- MBC TV 《평일 MBC 뉴스투데이 - 문화 연예 플러스》 서브 앵커 - 2022년 4월 14일 ~ 2023년 10월 6일
- MBC TV 《생방송 오늘 저녁》 남성 MC - 2022년 7월 18일 ~ 2022년 7월 29일, 2023년 10월 9일 ~ 2024년 6월 28일
- MBC TV 《주말 MBC 뉴스데스크 - MBC 스포츠뉴스》 임시 앵커 - 2023년 1월 7일 ~ 2023년 1월 22일[1], 2025년 3월 22일[2]
- MBC TV 《5 MBC 뉴스》 임시 앵커 - 2023년 9월 11일[3]
- MBC TV 《평일 MBC 뉴스데스크 - MBC 스포츠뉴스》 임시 앵커 - 2023년 10월 31일 ~ 2023년 11월 2일, 2023년 11월 7일, 2023년 11월 9일 ~ 2023년 11월 10일[4]
- MBC TV 《2022 항저우 아시안 게임 - 육상, 핸드볼》
- MBC TV 《오늘N》 남성 MC - 2024년 7월 1일 ~ 2025년 2월 28일

#### 라디오
- MBC 표준FM 《정영한의 플레이볼》 DJ - 2023년 11월 20일 ~ 2025년 3월 2일

## 출연

### 현재

#### TV
- MBC TV 《월요일 오늘N - 여행 팩트 체크》 출연·내레이션 - 2023년 1월 30일 ~ 현재
- MBC TV 《출발! 비디오 여행》 - 2023년 3월 5일 ~ 현재

#### 라디오
- MBC FM4U 《두시의 데이트 안영미입니다》 고정 출연 - 2024년 6월 10일 ~ 현재

### 과거

#### TV
- MBC TV 《생방송 행복드림 로또 6/45 1042회》 게스트 - 2022년 11월 19일
- MBC TV 《맹감독의 악플러》 목소리 출연 - 2024년 5월 23일 ~ 2025년 5월 24일

#### 라디오
- MBC FM4U 《두시의 데이트 뮤지, 안영미입니다》 게스트 - 2022년 2월 4일
- MBC FM4U 《월요일, 수요일 ~ 금요일 세상을 여는 아침 안주희입니다 - 미니 뉴스》 고정 - 2022년 3월 28일 ~ 2023년 10월 6일
- MBC FM4U 《굿모닝FM 장성규입니다》 게스트 - 2022년 5월 26일, 2022년 7월 26일
- MBC FM4U 《GOT7 영재의 친한 친구》 게스트 - 2022년 10월 5일, 2022년 11월 23일, 2022년 12월 14일, 2023년 2월 2일, 2023년 3월 1일, 2023년 3월 27일, 2023년 4월 26일, 2023년 8월 16일, 2023년 10월 4일
- MBC FM4U 《두시의 데이트 재재입니다》 고정 출연 - 2023년 5월 31일 ~ 2024년 5월 31일